# Дурдиев, Кочкар Ахмедович
Кочкар Ахмедович Дурдиев (реже Турдиев, 1917—1992) — участник Великой Отечественной войны, Герой Советского Союза, стрелок 353-го горнострелкового полка (47-я горнострелковая дивизия, 38-я армия, Юго-Западный фронт), рядовой.

## Биография
Родился 1 сентября 1917 года в посёлке Дардак (ныне — Кургантепинский район Андижанской области Узбекистана). Узбек.
Окончив начальную школу, работал в колхозе.
В Красной Армии с 1940 года. В боях Великой Отечественной войны — с сентября 1941 года.
15 октября 1941 года стрелковая рота, в которой служил красноармеец Кочкар Дурдиев, вела наступление в районе населённого пункта Трудолюбовка Краснокутского района Харьковской области Украины. На пути продвижения оказался вражеский дзот, пулемётный огонь из которого остановил продвижение роты. Стрелковому отделению было приказано уничтожить дзот противника. Выполняя эту задачу, Дурдиев подполз к дзоту с тыла, прикладом оглушил фашистского офицера, сидевшего за пулемётом. Затем вступил в единоборство ещё с двумя немцами. Захватив ещё двух пленных, Дурдиев присоединился к своей роте, которая перешла в наступление и успешно выполнила боевую задачу.
За этот подвиг Указом Президиума Верховного Совета СССР «О присвоении звания Героя Советского Союза начальствующему и рядовому составу Красной Армии» от 27 марта 1942 года за «образцовое выполнение боевых заданий командования и проявленные при этом отвагу и геройство» удостоен звания Героя Советского Союза с вручением ордена Ленина и медали «Золотая Звезда» (№ 843).
В 1942 году Дурдиев окончил курсы младших лейтенантов, а в 1943 году — ускоренный курс Гомельского военного пехотного училища. Член ВКП(б)/КПСС с 1942 года.
После войны старший лейтенант К. А. Дурдиев — в запасе. Жил в кишлаке Аим Джалалкудукского района Андижанской области (Узбекистан). Возглавлял в совхозе «Аим» хлопководческую бригаду, активно участвовал в патриотическом воспитании молодёжи.
Умер 4 августа 1992 года.

## Награды
- Награждён также орденами Красного Знамени, Отечественной войны 1-й и 2-й степени, а также медалями.

## Память

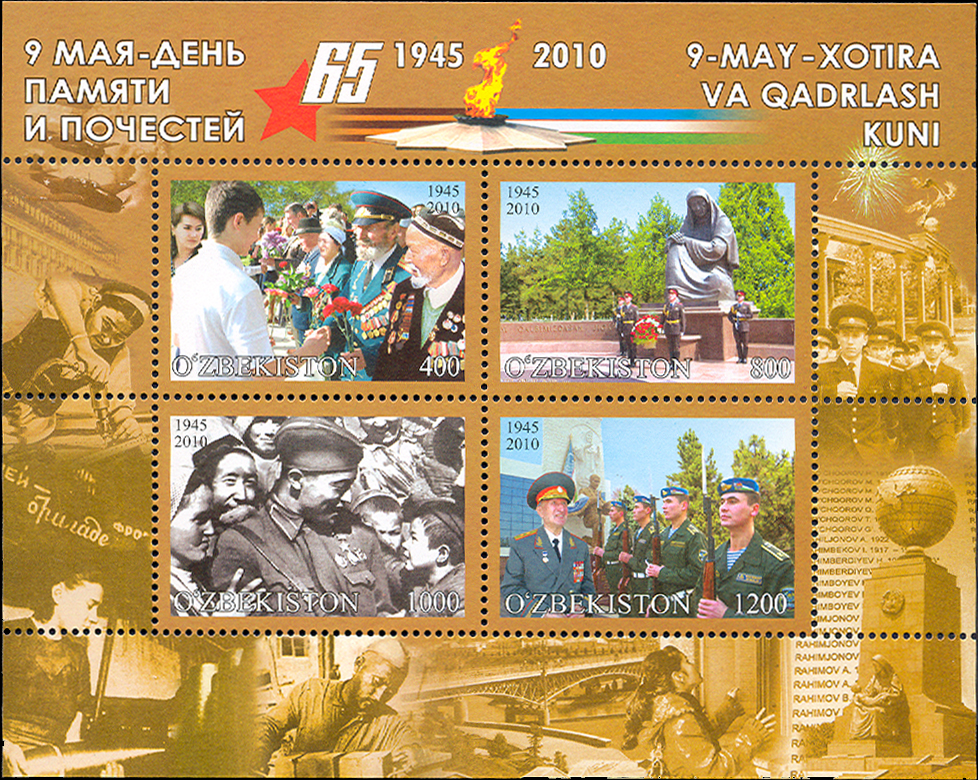
Почтовый блок Узбекистана с изображением К. А. Дурдиева, 2010 год

- В Ташкенте именем Героя названа школа.
- В областном центре — Андижане, на площади Памяти К. А. Дурдиеву установлен памятник.
- В 2010 году в Узбекистане был выпущен почтовый блок, посвящённый 65-й годовщине Дня Победы, на одной из марок блока изображён Кочкар Дурдиев[3] Дурдиев — первый узбек, которому присвоено звание Герой Советского Союза.